# Judo na Letní univerziádě 2003
Soutěže v judu na letní univerziádě 2003 probíhaly v Dulju aréně v Tegu, Jižní Korea v období 25. až 29. srpna 2003.

## Program
- PO - 25.08.2003 - těžká váha (+100 kg, +78 kg) a polotěžká váha (−100 kg, −78 kg)
- ÚT - 26.08.2003 - střední váha (−90 kg, −70 kg) a polostřední váha (−81 kg, −63 kg)
- ST - 27.08.2003 - lehká váha (−73 kg, −57 kg) a pololehká váha (−66 kg, −52 kg)
- ČT - 28.08.2003 - superlehká váha (−60 kg, −48 kg) a kategorie bez rozdílu vah
- PA - 29.08.2003 - soutěž týmů

## Česká stopa
Výsledky českých reprezentantů v judu 2003
- -60 kg – Libor Švec
- -66 kg – Jiří Vaněk
- -81 kg – Jaroslav Švec
- -90 kg – Libor Hrubý
- -100 kg – Tomáš Kobza

- bez rozdílu vah – Tomáš Kobza

## Výsledky – váhové kategorie

### Muži
| Kategorie | Zlato                     | Stříbro                   | Bronz                   | Bronz                        |
| --------- | ------------------------- | ------------------------- | ----------------------- | ---------------------------- |
| -60 kg    | Takeši Ogawa (JPN)        | Jérémy Le Bris (FRA)      | Čo Nam-sok (KOR)        | Chašbátaryn Cagánbátar (MGL) |
| -66 kg    | Takeši Terai (JPN)        | Yordanis Arencibia (CUB)  | Jozef Krnáč (SVK)       | Gábor Neu (HUN)              |
| -73 kg    | I Won-hui (KOR)           | Masahiro Takamacu (JPN)   | Varužan Israeljan (ARM) | Miguel Romero (ESP)          |
| -81 kg    | Kwon Jong-u (KOR)         | Óscar Fernández (ESP)     | Děnis Ogijenko (RUS)    | Ole Bischof (GER)            |
| -90 kg    | Hiroši Izumi (JPN)        | Diego Barreto (BRA)       | Gergő Rajcsányi (HUN)   | Pak Son-u (KOR)              |
| -100 kg   | György Kosztolánczy (HUN) | Gianluca Giaccaglia (ITA) | Amel Mekić (BIH)        | Luciano Corrêa (BRA)         |
| +100 kg   | Abdulla Tangriev (UZB)    | Frédéric Lecanu (FRA)     | Obren Božović (SCG)     | Kim Song-pom (KOR)           |

### Ženy
| Kategorie | Zlato                    | Stříbro                    | Bronz                        | Bronz                         |
| --------- | ------------------------ | -------------------------- | ---------------------------- | ----------------------------- |
| -48 kg    | Majumi Takaraová (JPN)   | Pak Mjong-hui (PRK)        | Čchö Ok-ča (KOR)             | Francesca Congiaová (ITA)     |
| -52 kg    | Audrey La Rizzaová (FRA) | An Kum-e (PRK)             | Žen Min-ťing (CHN)           | Hisae Takaraová (JPN)         |
| -57 kg    | Hong Ok-song (PRK)       | Fanny Euranieová (FRA)     | Yurisleidys Lupeteyová (CUB) | Jang Mi-jong (KOR)            |
| -63 kg    | Marie Pasquetová (FRA)   | Či Kjong-sun (PRK)         | Hidemi Sodaová (JPN)         | Africa Gutiérrezová (ESP)     |
| -70 kg    | Gévrise Émaneová (FRA)   | Catherine Robergeová (CAN) | Pä Un-hje (KOR)              | Leire Iglesiasová (ESP)       |
| -78 kg    | Čo Su-hui (KOR)          | Pchan Jü-čching (CHN)      | Megumi Nagaseová (JPN)       | Stéphanie Possamaïová (FRA)   |
| +78 kg    | Liou Sia (CHN)           | Kei Egučiová (JPN)         | Jelena Šlejze (RUS)          | Jessica van der Spilová (NED) |

## Výsledky – ostatní disciplíny

### Bez rozdílu vah
|      | Zlato                  | Stříbro                | Bronz                | Bronz                   |
| ---- | ---------------------- | ---------------------- | -------------------- | ----------------------- |
| muži | Abdulla Tangriev (UZB) | Frédéric Paupert (FRA) | Luciano Corrêa (BRA) | Šinja Katabuči (JPN)    |
| ženy | Süe Fu-jen (CHN)       | Mika Sugimotová (JPN)  | Li Siao-chung (TPE)  | Marija Semeňuková (UKR) |

### Týmová soutěž
|      | Zlato       | Stříbro  | Bronz       | Bronz    |
| ---- | ----------- | -------- | ----------- | -------- |
| muži | Jižní Korea | Japonsko | Ukrajina    | Maďarsko |
| ženy | Japonsko    | Čína     | Jižní Korea | Francie  |